# Sultanato de Tuggurt
Sultanato de Tuggurt o de Touggourt o dinastía Beni-Djellab (en árabe: سلطنة تقرت‎; Berber: ), fue el sultanato que fundó en el sur de Argelia alrededor de 1414, luego fue abolido por la autoridad colonial francesa en 1854 después de la invasión francesa de Argelia.

## Lista de sultanes de "Tuggurt"
Los sultanes conocidos son:
- Ali II (N/A)
- Mabruk (Mubarak) (N/A)
- Ali III (N/A)
- Mustafa (N/A)
- Sulayman III (N/A)
- Ahmad II (1729-N/A)
- Muhammad I al-`Akhal (N/A)
- Ahmad IV (N/A)
- Farhat (N/A)
- Ibrahim (N/A)
- Abd al-Qadir I (1st time) + Ahmad V (N/A)
- Khalid (N/A)
- Abd al-Qadir I (2nd time) (N/A)
- Umar bin Bu-Kumetin (175.-1759)
- Muhammad II (1759–1765)
- Umar II bin Muhammad (1765–1766)
- Ahmad VI (1766–1778)
- Abd al-Qadir II (1778–1782)
- Farhat II (1782–1792)
- Ibrahim II (1792–1804)
- al-Khazan (1804)
- Muhammad III (1804–1822)
- `Amar (`Amir) II (1822–1830)
- Ibrahim III (1830–1831)
- `Ali IV bin al-Kabir (1831–1833)
- `Aisha (Aichouch)(female) (1833–1840)
- `Abd ar-Rahman (1840–1852)
- `Abd al-Qadir III (1852)
- Sulayman IV  (1852–1854) (Last)